# La Romagne (Ardennes)
La Romagne település Franciaországban, Ardennes megyében. Lakosainak száma 130 fő (2022. január 1.). La Romagne Chaumont-Porcien, Draize, Givron, Montmeillant, Rocquigny, Saint-Jean-aux-Bois és Signy-l’Abbaye községekkel határos.

## Népesség
A település népességének változása:
| Lakosok száma | 188  | 153  | 139  | 123  | 132  | 127  | 130  | 131  | 131  | 130  |
|               | 1968 | 1982 | 1990 | 2006 | 2013 | 2015 | 2017 | 2019 | 2020 | 2022 |